# Cireundeu (Solear)
Cireundeu is een bestuurslaag in het regentschap Tangerang van de provincie Banten, Indonesië. Cireundeu telt 4382 inwoners (volkstelling 2010).